# Прусац
Прусац је насељено место у Босни и Херцеговини, у општини Доњи Вакуф. Административно припада Федерацији Босне и Херцеговине, односно њеном Средњобосанском кантону. Према попису становништва из 2013. у насељу је живело 1.353 становника, а већину популације чинили су Бошњаци.
У близини старог града Прусца налази се Ајватовица, највеће исламско свето место за босанскохерцеговачке муслимане (довиште).

## Становништво
По последњем службеном попису становништва из 2013. године у насељу Прусац живело је 1.353 становника и највеће је насеље у општини Доњи Вакуф после саме варошице Доњи Вакуф. Село је етнички одувек било потпуно бошњачко (муслиманско).
| Националност | 2013.          | 1991.          | 1981.          | 1971.          |
| Муслимани    | 1.267 (98,81%) | 1.733 (98,69%) | 1.667 (99,17%) | 1.674 (96,71%) |
| Срби         | 1 (0,08%)      | 1 (0,06%)      | 7 (0,41%)      | 29 (1,67%)     |
| Хрвати       | 0              | 6 (0,34%)      | 6 (0,35%)      | 25 (1,44%)     |
| Југословени  | —              | 1 (0,05%)      | 1 (0,06%)      | —              |
| остали       | 13 (1,01%)     | 15 (0,85%)     | —              | 3 (0,17%)      |
| Укупно       | 1.281          | 1.756          | 1.681          | 1.731          |